# Liste der Monuments historiques in Herbéviller
Die Liste der Monuments historiques in Herbéviller führt die Monuments historiques in der französischen Gemeinde Herbéviller auf.

## Liste der Objekte
| Bezeichnung     | Beschreibung                                                | Standort                        | Kennzeichnung | Schutzstatus | Datum | Bild |
| --------------- | ----------------------------------------------------------- | ------------------------------- | ------------- | ------------ | ----- | ---- |
| Chorschranke    | Schmiedeeisen, Bronze, vergoldet, um 1922 von Jules Cayette | in der Kirche St-Germain (Lage) | PM54001580    | Inscrit      | 1995  |      |
| 32 Kirchenbänke | Holz, Messing, um 1922 von Jules Cayette                    | in der Kirche St-Germain (Lage) | PM54001581    | Inscrit      | 1995  |      |